# Iago Aspas
Iago Aspas Juncal (* 1. August 1987 in Moaña, Galicien) ist ein spanischer Fußballspieler. Der Stürmer steht bei Celta Vigo in der spanischen Primera División unter Vertrag.

## Karriere

### Im Verein
Aspas durchlief den Jugendbereich von Celta Vigo und debütierte in der Saison 2007/08 im Seniorenbereich. In der Saison 2011/12 erzielte Aspas mit 23 Treffern die zweitmeisten Tore der Segunda División, wodurch er die Zarra-Trophäe gewann und maßgeblich zum Aufstieg Celta Vigos in die erste spanische Liga beitrug. Auch in der höchsten Spielklasse blieb Aspas Celta Vigos erfolgreichster Torschütze.
Zur Spielzeit 2013/14 wechselte Aspas in die Premier League zum FC Liverpool.
Nach einer enttäuschenden Saison, in der Aspas meist nur als Einwechselspieler fungierte und ihm in 14 Ligaspielen kein Tor gelang, wurde er im Juli 2014 an den FC Sevilla ausgeliehen. Auch dort wurde er allerdings nur sporadisch eingesetzt und konnte in 16 Ligaspielen nur zwei Tore erzielen. In der Europa League konnte er mit Sevilla den Titelgewinn feiern.
Im Juni 2015 erwarb der FC Sevilla die Transferrechte an Aspas und transferierte ihn zu Celta Vigo. Aspas unterschrieb bei seinem Jugendklub einen Vertrag mit einer Laufzeit bis zum 30. Juni 2020. In der Saison 2015/16 erzielte er in 35 Ligaspielen 14 Treffer. Im Verlaufe der Spielzeit 2016/17 verlängerte er sein Arbeitspapier bis 2022. In 32 Ligaspielen erzielte Aspas 19 Treffer und wurde hinter Lionel Messi (37), Luis Suárez (29) und Cristiano Ronaldo (25) viertbester Torschütze, wodurch er die Zarra-Trophäe für den besten spanischen Torjäger gewann. Auch in der Saison 2017/18 konnte er seine Torquote bestätigen und in 34 Spielen 22 Treffer erzielen, womit er hinter Messi (34), Cristiano Ronaldo (26) und Suárez (25) erneut viertbester Torschütze wurde und die Zarra-Trophäe gewann.

### In der Nationalmannschaft
Aspas debütierte am 15. November 2016 unter Julen Lopetegui bei einem 2:2-Unentschieden gegen England in der spanischen Nationalmannschaft, als er zur zweiten Halbzeit eingewechselt und in der 89. Spielminute den Anschlusstreffer erzielte. Nachdem er in zehn Länderspielen fünf Treffer erzielt hatte, wurde er für die Weltmeisterschaft 2018 in Russland nominiert. Dort kam er drei Mal zum Einsatz.

## Erfolge und Auszeichnungen
FC Sevilla:
- UEFA Europa League: 2015

Auszeichnungen:
- Zarra-Trophäe: 2012 (Segunda División), 2017 (Primera División), 2018 (Primera División)
- Spieler des Monats der Primera División (4): Oktober 2016, November 2017, April 2019 und Dezember 2020